# Leichtathletik-Europameisterschaften 2022/1500 m der Frauen

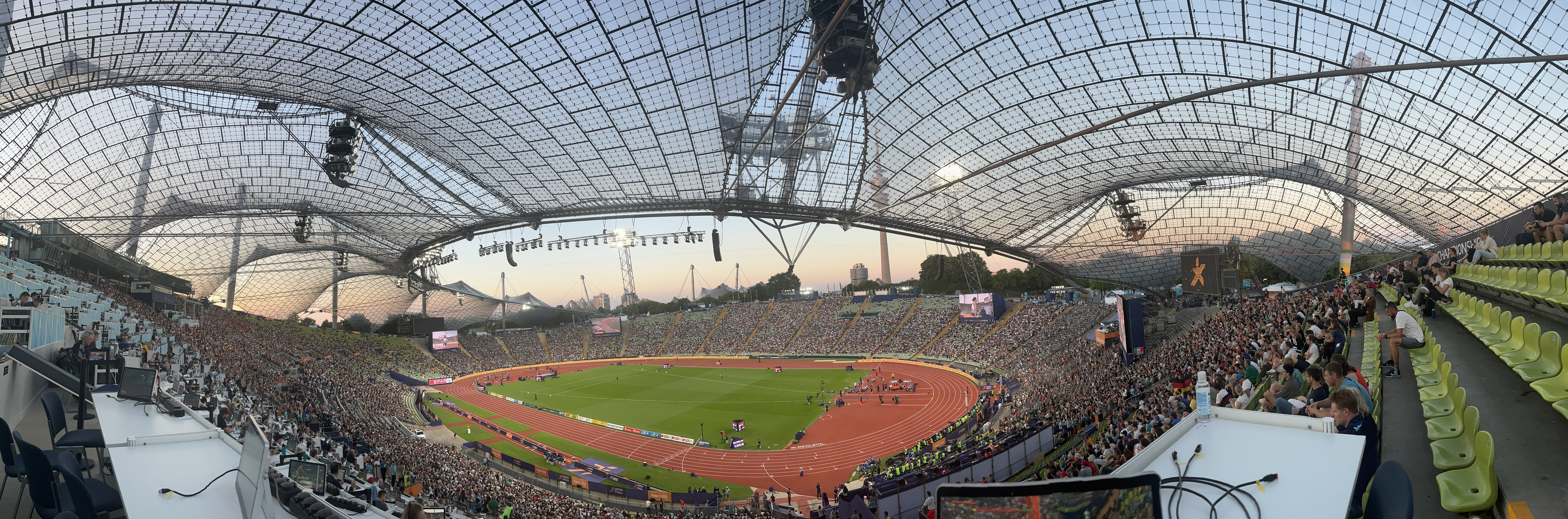
Das Olympiastadion in München während der Europameisterschaften 2022

Der 1500-Meter-Lauf der Frauen bei den Leichtathletik-Europameisterschaften 2022 wurde am 16. und 19. August 2022 im Olympiastadion der deutschen Stadt München ausgetragen.
Europameisterin wurde die britische Titelverteidigerin Laura Muir. Sie hatte bei den Weltmeisterschaften im Monat zuvor Bronze und bei den Olympischen Spielen im Jahr 2021 Silber gewonnen.
Rang zwei belegte die irische EM-Dritte von 2016 Ciara Mageean.
Bronze gewann die polnische Vizeeuropameisterin von 2018 Sofia Ennaoui.

## Bestehende Rekorde
| Weltrekord           | 3:50,07 min | Genzebe Dibaba     | Monaco                | 17. Juli 2015   |
| Europarekord         | 3:51,95 min | Sifan Hassan       | WM Doha, Katar        | 5. Oktober 2019 |
| Meisterschaftsrekord | 3:56,91 min | Tatjana Tomaschowa | EM Göteborg, Schweden | 13. August 2006 |

Die drei Läufe hier in München wurden in moderatem Tempo gelaufen, die Rennen waren ausnahmslos auf ein schnelles Spurtfinish ausgerichtet. So wurde der seit 2006 bestehende EM-Rekord bei diesen Europameisterschaften nicht erreicht. Die schnellste Zeit erzielte die britische Europameisterin Laura Muir im Finale mit 4:01,08 min, womit sie 4,17 s über dem Rekord blieb. Zum Europarekord fehlten ihr 9,13 s, zum Weltrekord 11,01 s.

## Vorrunde
16. August 2022
Die Vorrunde wurde in zwei Läufen durchgeführt. Die ersten vier Athletinnen pro Lauf – hellblau unterlegt – sowie die darüber hinaus vier zeitschnellsten Läuferinnen – hellgrün unterlegt – qualifizierten sich für das Finale.

### Vorlauf 1

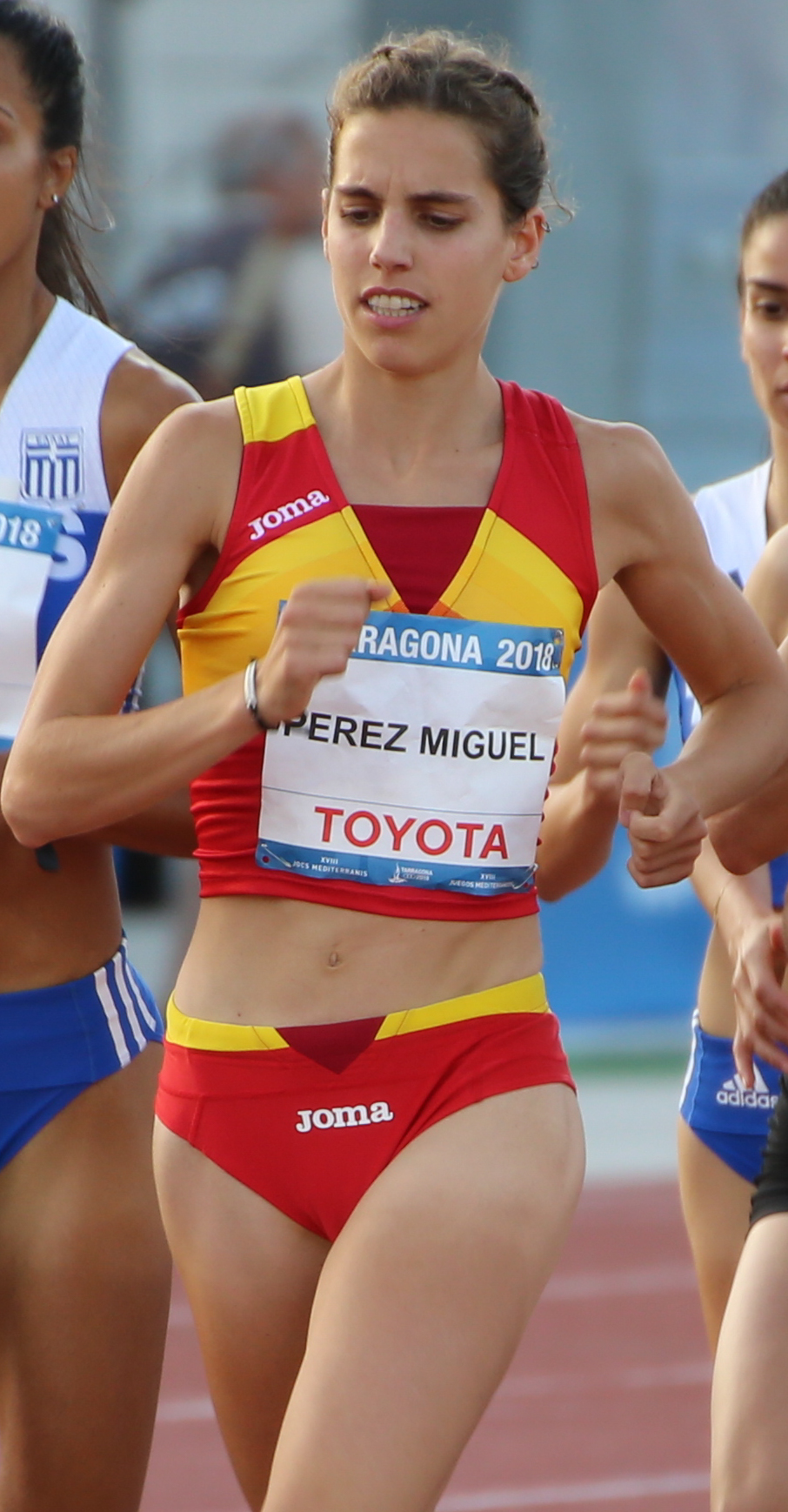
Marta Pérez – ausgeschieden als Fünfte des ersten Vorlaufs
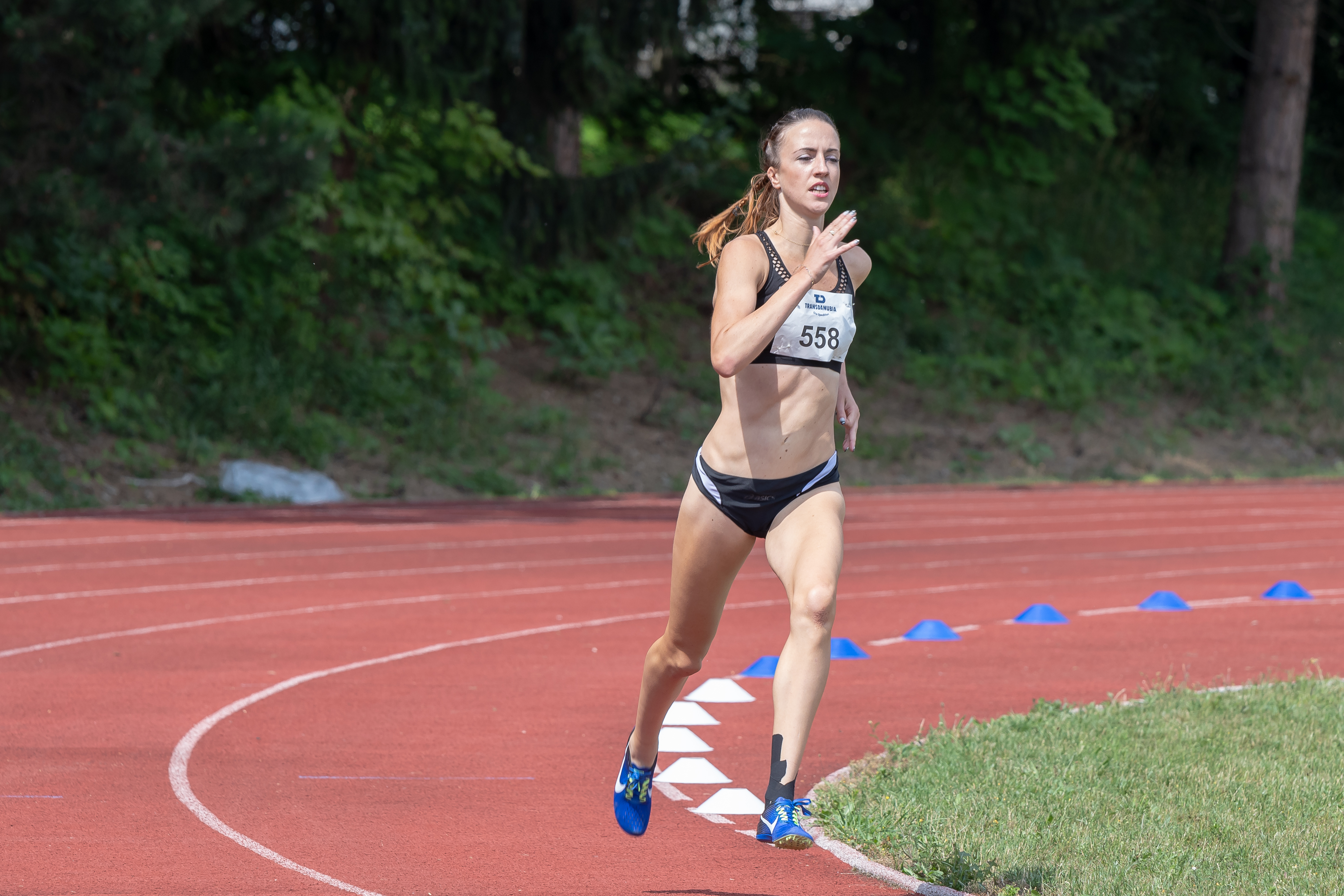
Diana Mezuliáníková – ausgeschieden als Achte des ersten Vorlaufs

16. August 2022, 10:15 Uhr MESZ
| Platz | Name                    | Nation         | Zeit (min) |
| ----- | ----------------------- | -------------- | ---------- |
| 1     | Laura Muir              | Großbritannien | 4:06,40    |
| 2     | Ludovica Cavalli        | Italien        | 4:06,59    |
| 3     | Hanna Hermansson        | Schweden       | 4:07,08    |
| 4     | Katharina Trost         | Deutschland    | 4:07,20    |
| 5     | Marta Pérez             | Spanien        | 4:07,27    |
| 6     | Diana Mezuliáníková     | Tschechien     | 4:07,37    |
| 7     | Elise Vanderelst        | Belgien        | 4:07,62    |
| 8     | Marta Pen               | Portugal       | 4:07,82    |
| 9     | Federica Del Buono      | Italien        | 4:08,14    |
| 10    | Melissa Courtney-Bryant | Großbritannien | 4:09,11    |
| 11    | Sarah Healy             | Irland         | 4:10,75    |
| 12    | Aurore Fleury           | Frankreich     | 4:12,48    |
| 13    | Amalie Sæten            | Norwegen       | 4:15,09    |

Weitere im ersten Vorlauf ausgeschiedene Läuferinnen:

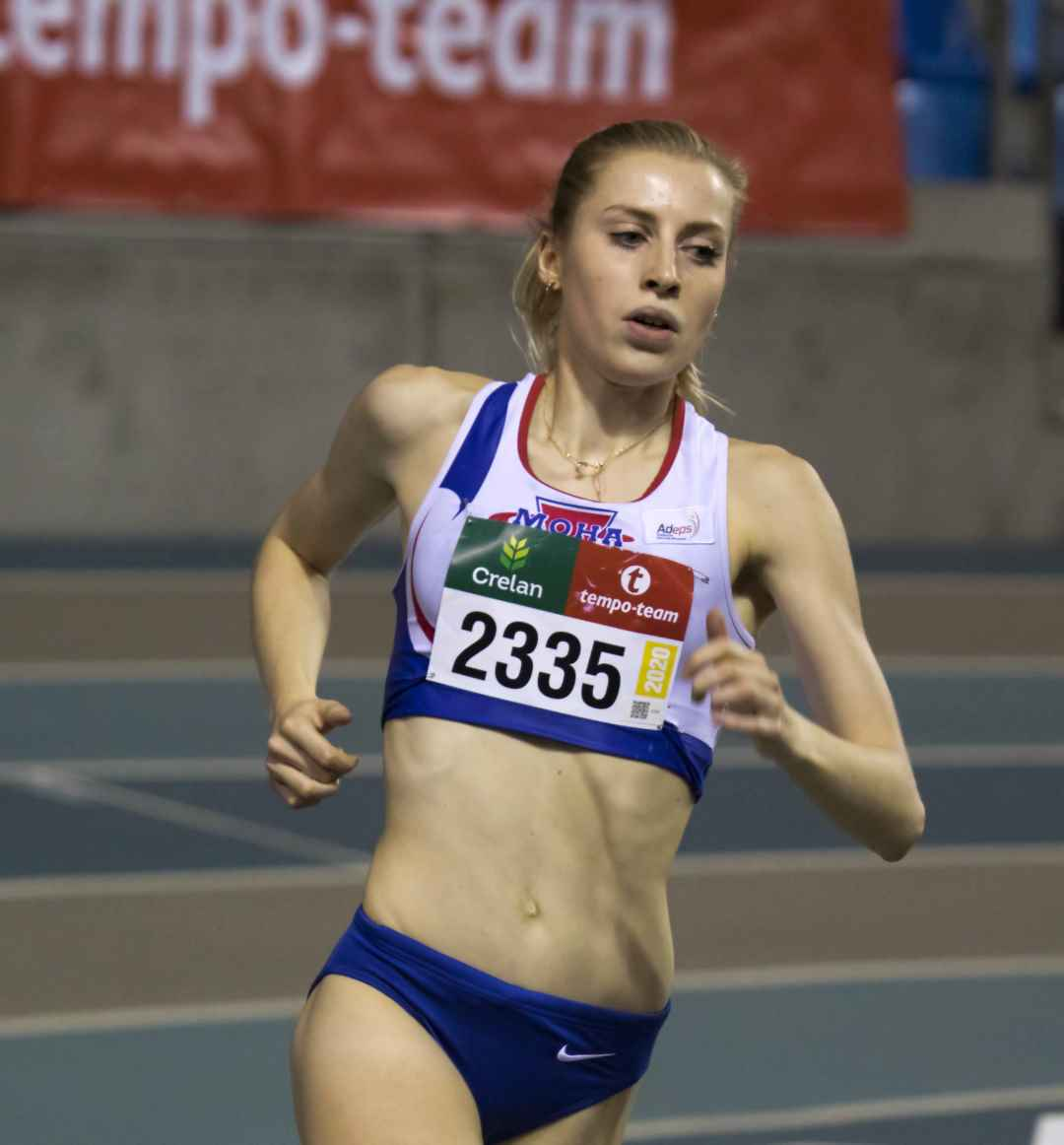
Elise Vanderelst – Rang sieben
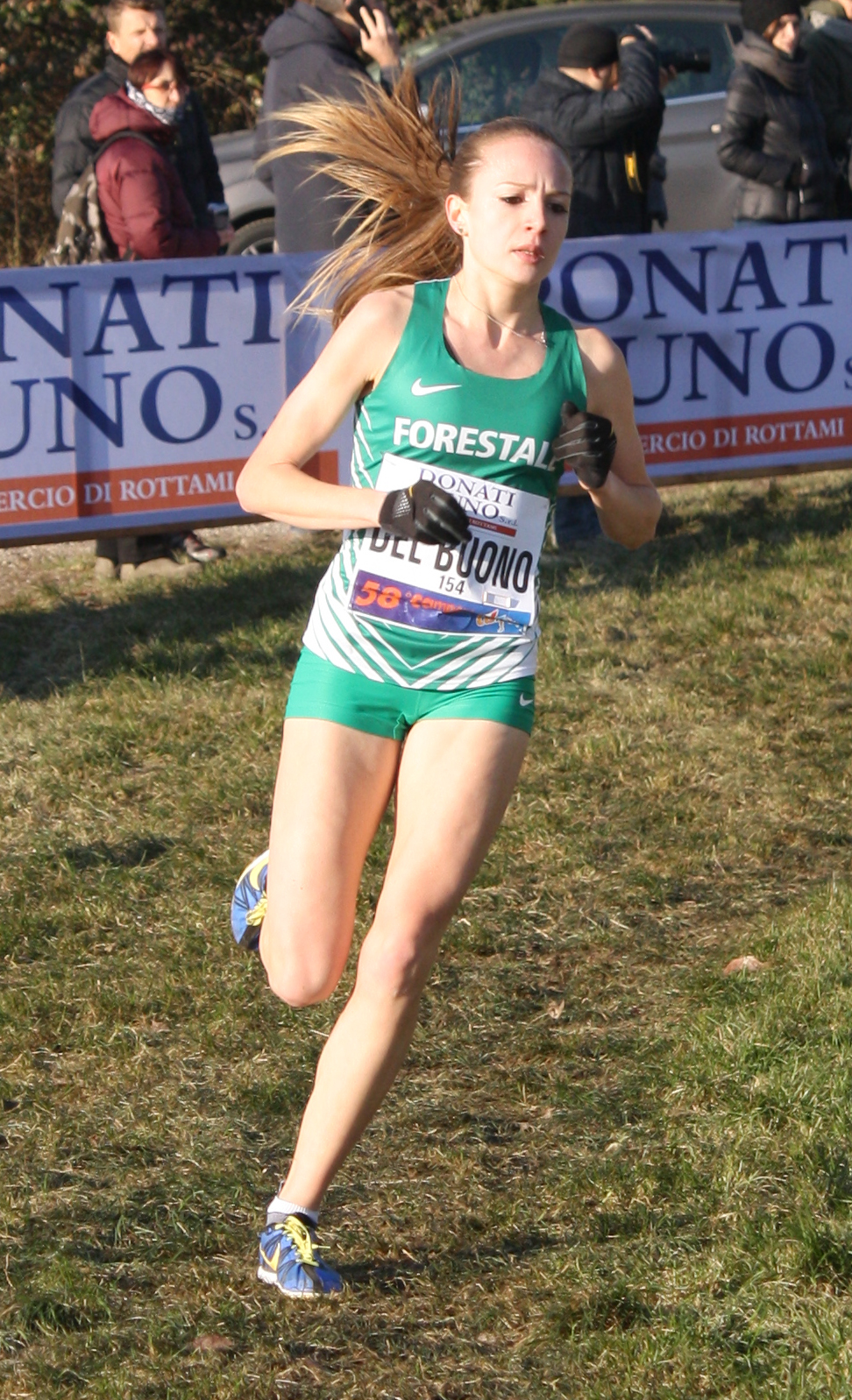
Federica Del Buono – Rang neun
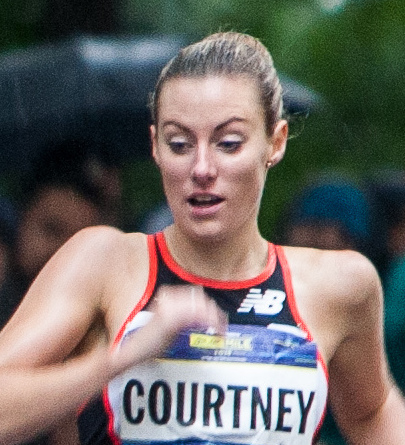
Melissa Courtney-Bryant – Rang zehn
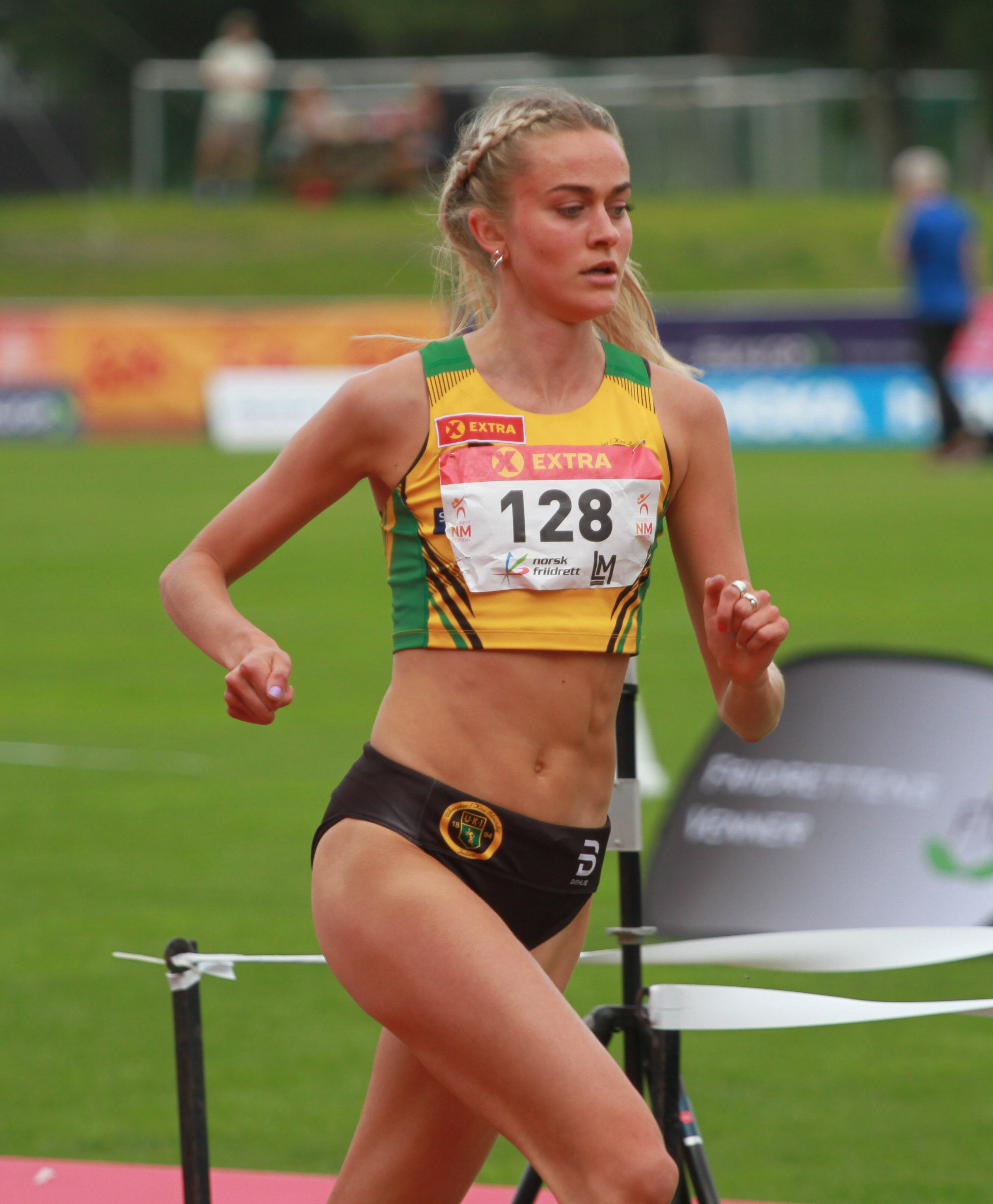
Amalie Sæten – Rang dreizehn

### Vorlauf 2

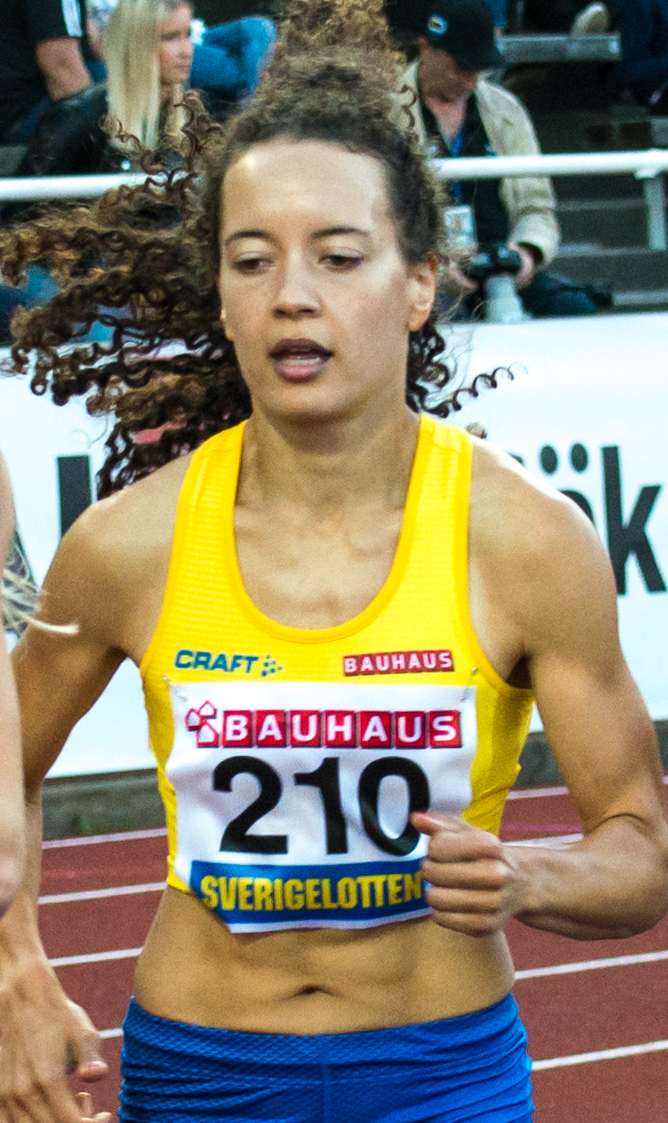
Yolanda Ngarambe – ausgeschieden als Neunte des zweiten Vorlaufs
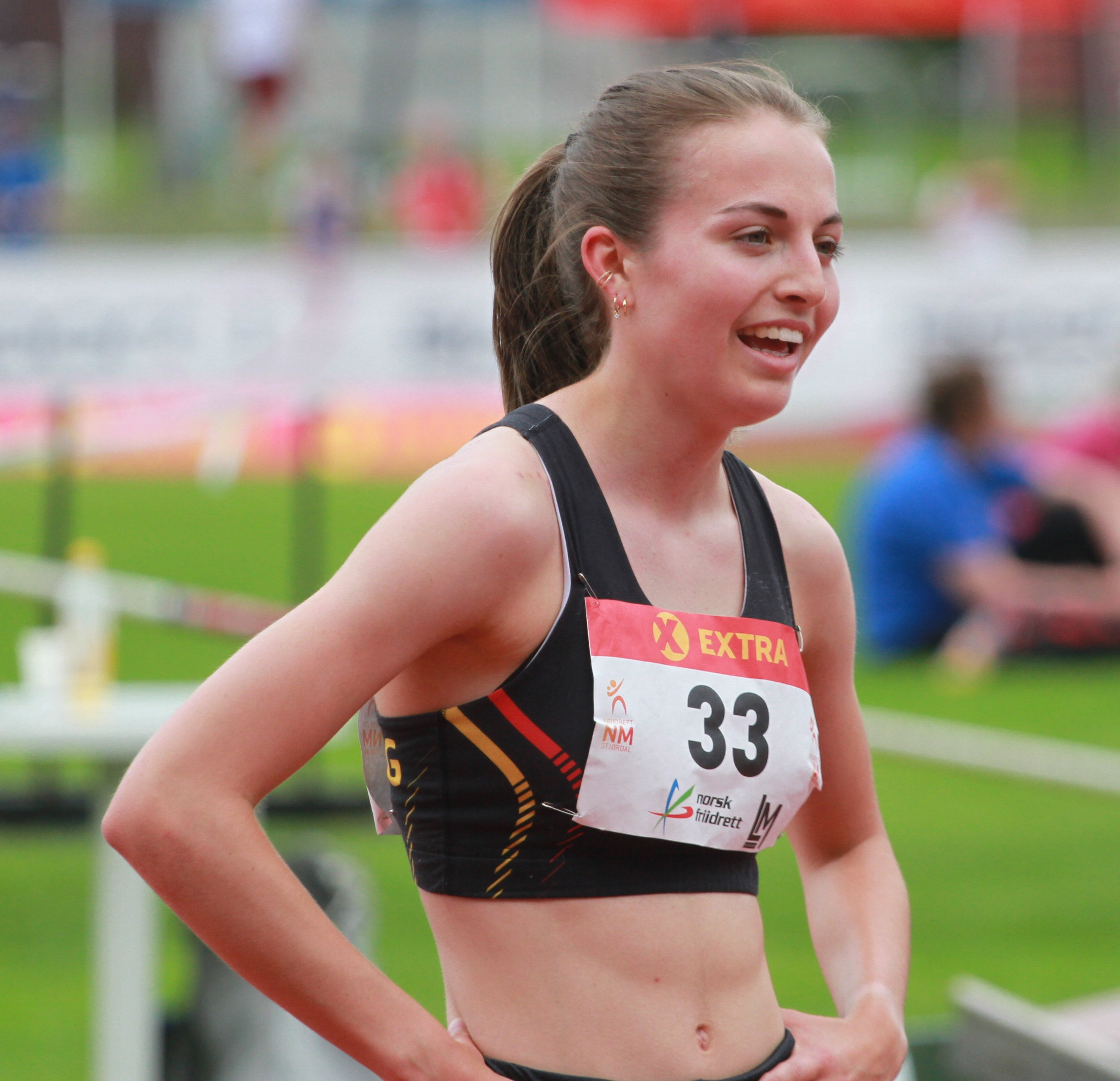
Ingeborg Østgård – ausgeschieden als Dreizehnte des zweiten Vorlaufs

16. August 2022, 10:27 Uhr MESZ
| Platz | Name               | Nation         | Zeit (min) |
| ----- | ------------------ | -------------- | ---------- |
| 1     | Sofia Ennaoui      | Polen          | 4:02,73    |
| 2     | Ciara Mageean      | Irland         | 4:03,03    |
| 3     | Hanna Klein        | Deutschland    | 4:03,46    |
| 4     | Claudia Bobocea    | Rumänien       | 4:03,63    |
| 5     | Katie Snowden      | Großbritannien | 4:03,76    |
| 6     | Gaia Sabbatini     | Italien        | 4:04,19    |
| 7     | Kristiina Mäki     | Tschechien     | 4:04,40    |
| 8     | Ellie Baker        | Großbritannien | 4:04,90    |
| 9     | Yolanda Ngarambe   | Schweden       | 4:05,68    |
| 10    | Eliza Megger       | Polen          | 4:07,56    |
| 11    | Águeda Marqués     | Spanien        | 4:07,78    |
| 12    | Nathalie Blomqvist | Finnland       | 4:14,90    |
| 13    | Ingeborg Østgård   | Norwegen       | 4:19,36    |
| 14    | Gresa Bakraçi      | Kosovo         | 4:38,10    |

## Finale

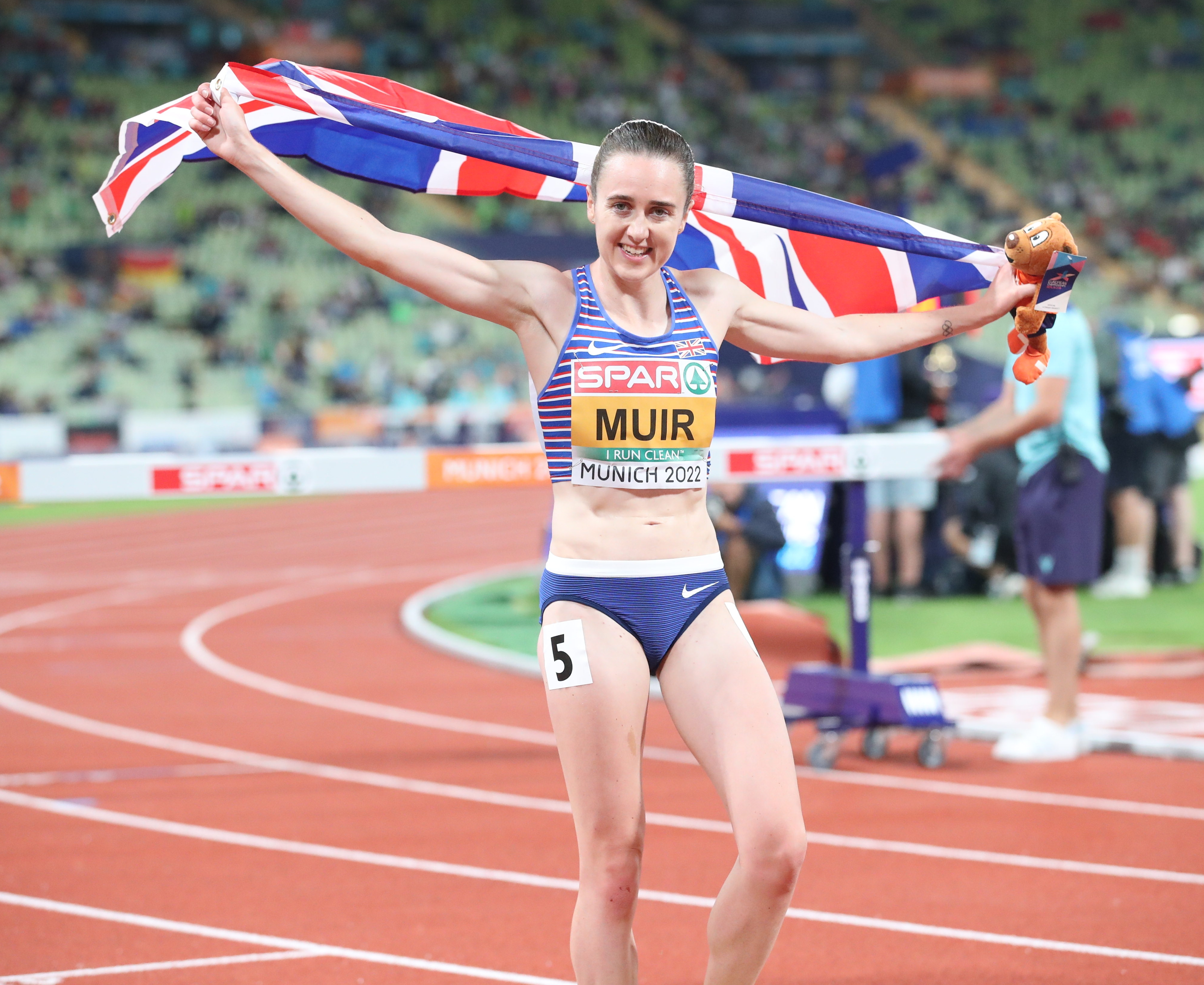
Erfolgreiche Titelverteidigung durch Laura Muir
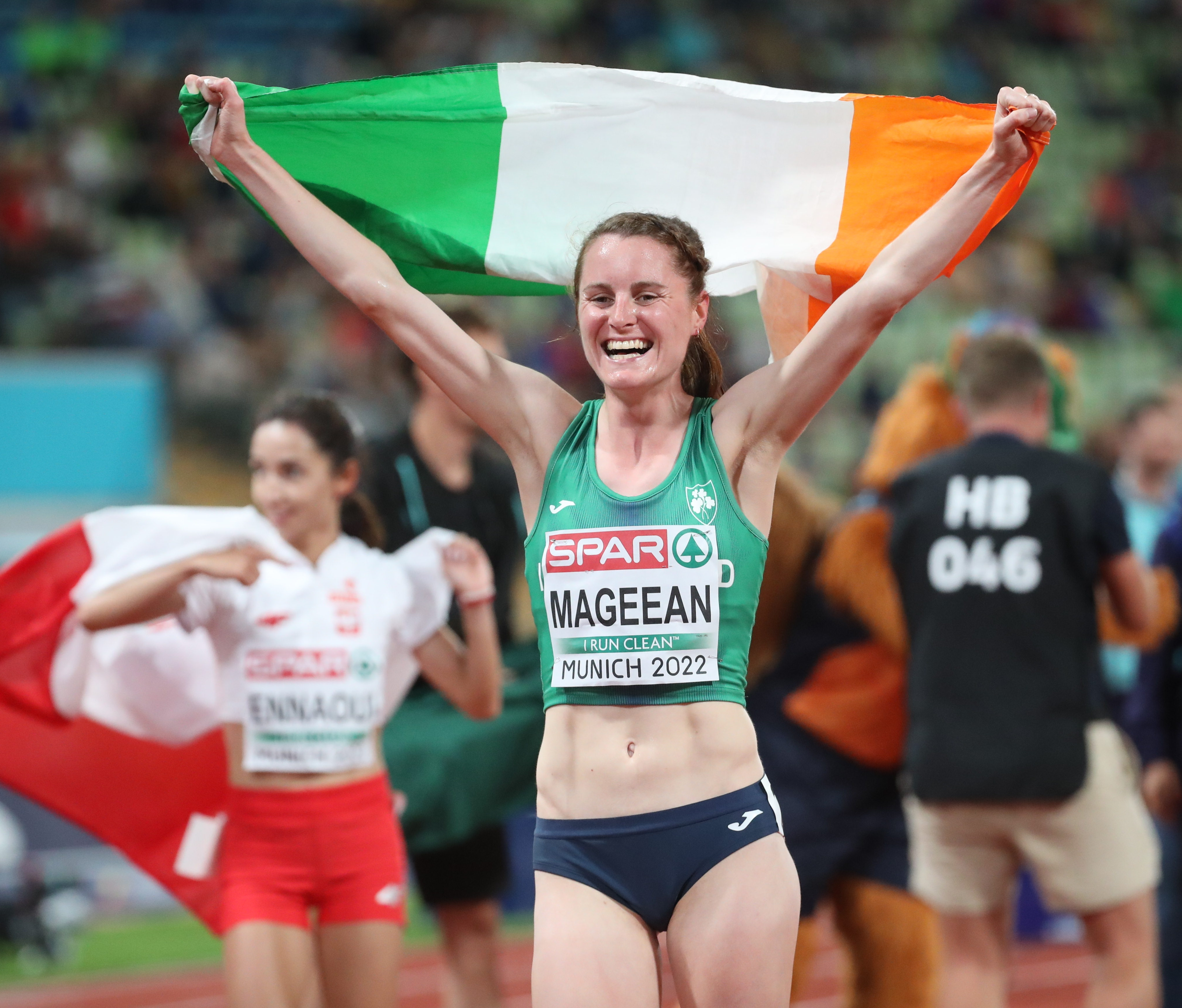
Ciara Mageean – 2016 EM-Dritte – wurde Vizeeuropameisterin
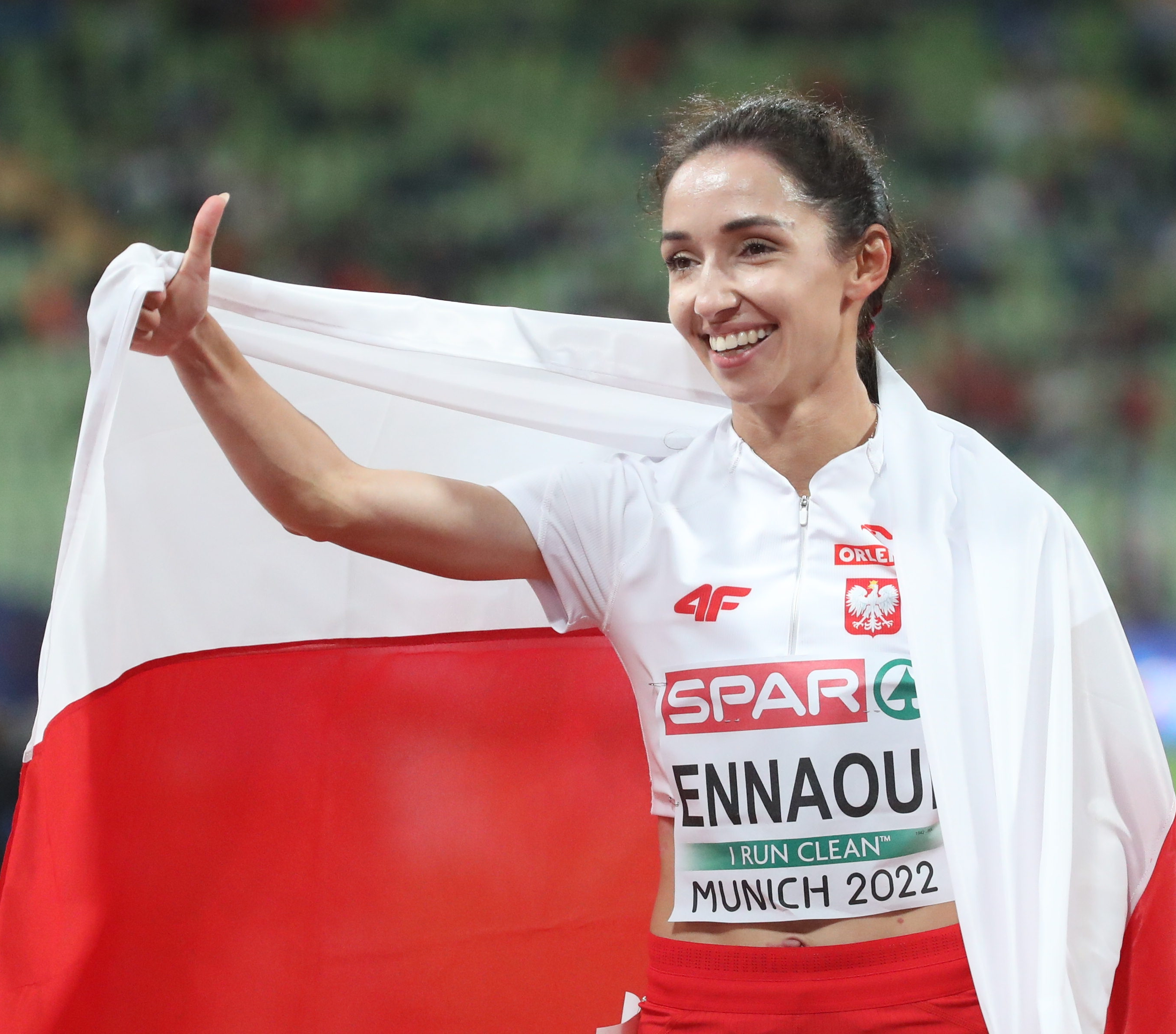
Die EM-Zweite von 2018 Sofia Ennaoui gewann diesmal Bronze

19. August 2022, 20:45 Uhr MESZ
| Platz | Name             | Nation         | Zeit (min) |
| ----- | ---------------- | -------------- | ---------- |
| 1     | Laura Muir       | Großbritannien | 4:01,08    |
| 2     | Ciara Mageean    | Irland         | 4:02,56    |
| 3     | Sofia Ennaoui    | Polen          | 4:03,59    |
| 4     | Katie Snowden    | Großbritannien | 4:04,97    |
| 5     | Hanna Klein      | Deutschland    | 4:05,49    |
| 6     | Kristiina Mäki   | Tschechien     | 4:05,73    |
| 7     | Hanna Hermansson | Schweden       | 4:05,76    |
| 8     | Ellie Baker      | Großbritannien | 4:05,83    |
| 9     | Gaia Sabbatini   | Italien        | 4:06,04    |
| 10    | Katharina Trost  | Deutschland    | 4:06,95    |
| 11    | Claudia Bobocea  | Rumänien       | 4:07,74    |
| 12    | Ludovica Cavalli | Italien        | 4:10,93    |

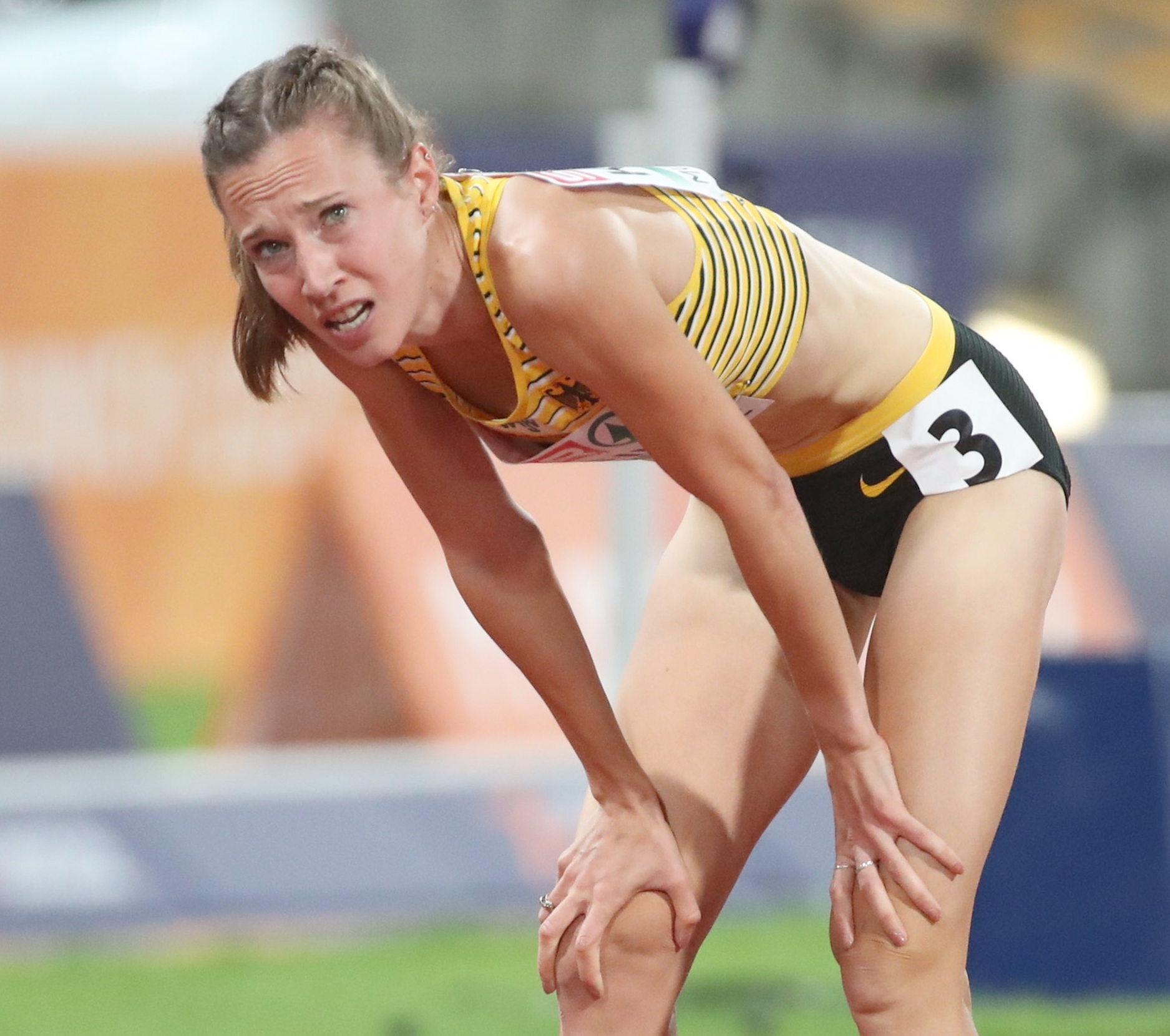
Hanna Klein belegte Rang fünf
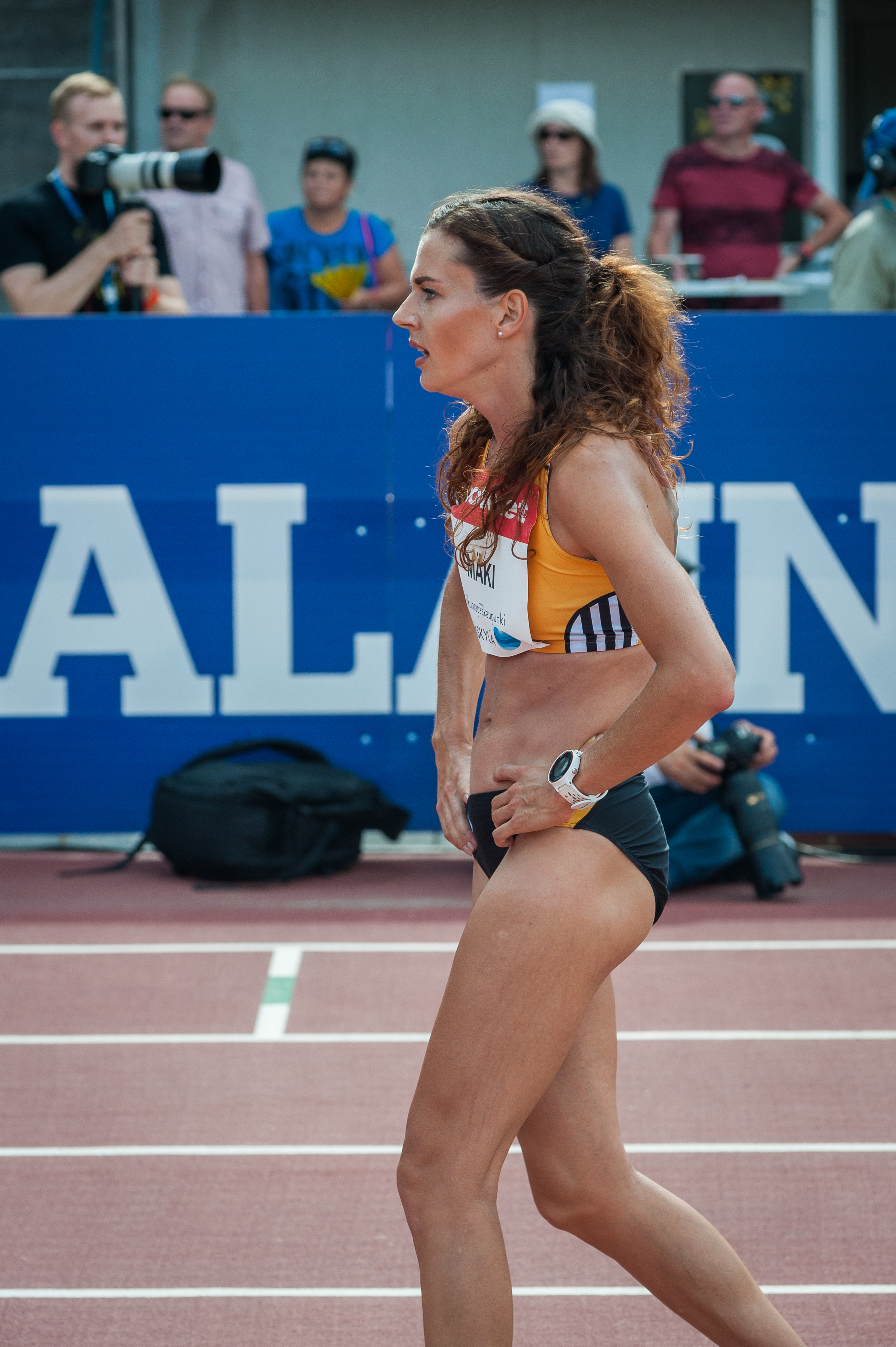
Kristiina Mäki kam auf den sechsten Platz
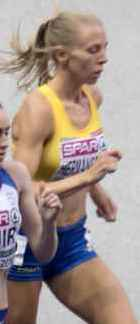
Hanna Hermansson erreichte Platz sieben
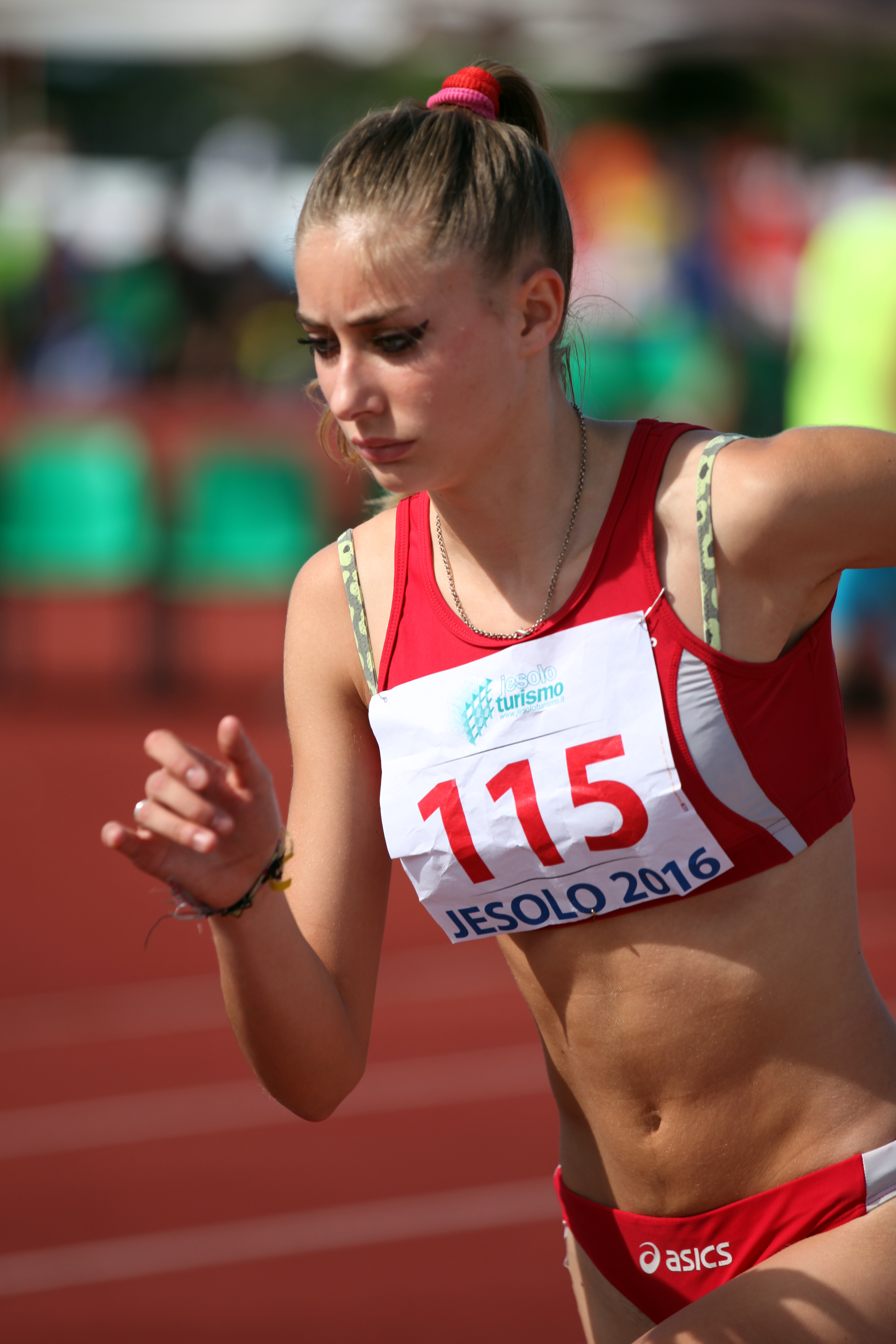
Gaia Sabbatini wurde Neunte

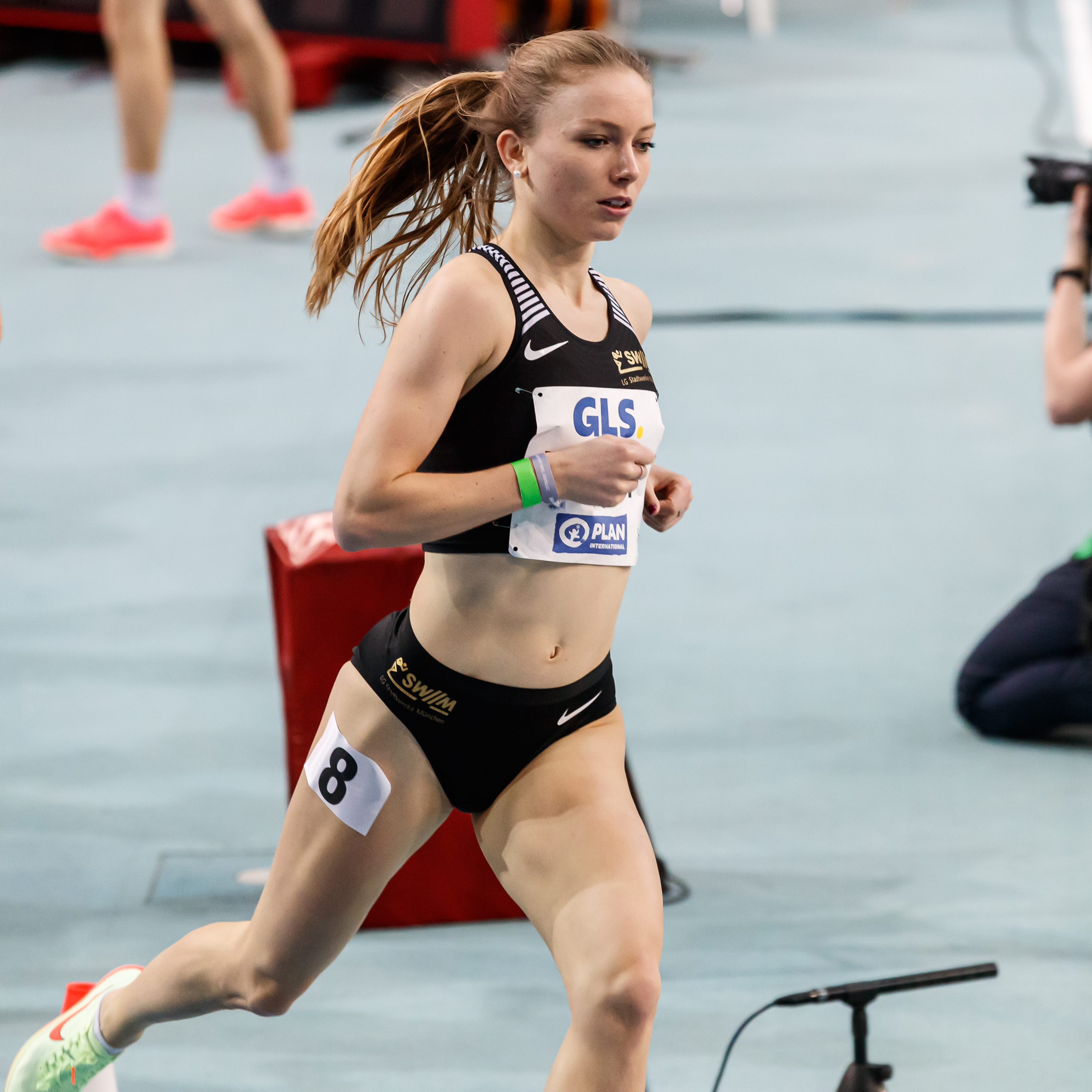
Die zehntplatzierte Katharina Trost
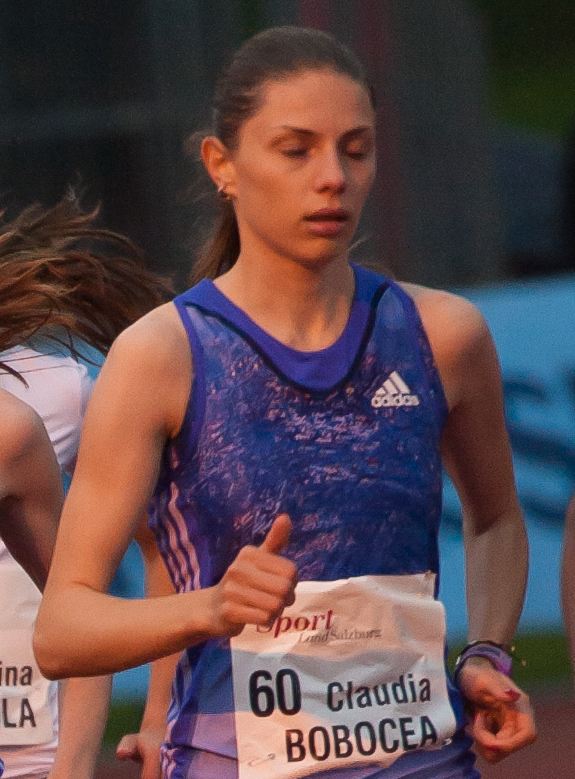
Rang elf für Claudia Bobocea
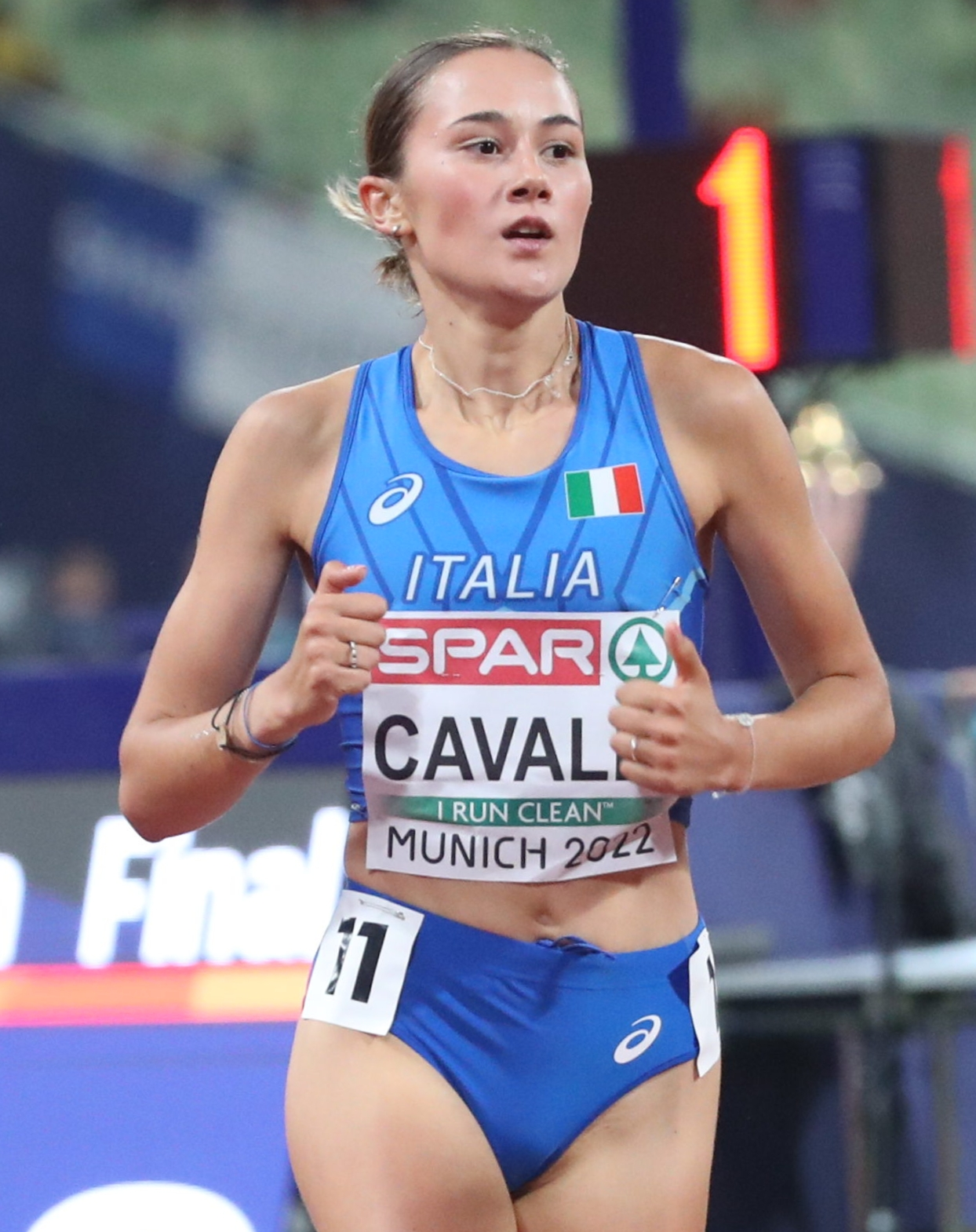
Ludovica Cavalli – Platz zwölf

## Videolink
- European Athletics: Women's 1500m Final | Munich 2022 | Laura Muir auf YouTube, 28. August 2022, abgerufen am 14. April 2023 (englisch; Laufzeit: 06:36).